# Terpsichoree
Terpsichoree was een Vlaamse kleinkunstgroep die actief was in de late jaren zestig en de jaren zeventig. Voor de groepsnaam werd inspiratie gevonden bij Terpsichore, de muze van de zang en de dans in de Griekse mythologie.
De in 1968 in Menen opgerichte groep bestond uit: 
- Paul Vandenabeele (tekstschrijver & zang, wasbord)
- Guido Desimpelaere (muziek & gitaar, orgel, dwarsfluit, mondharmonica)
- Marc Poot (gitaar, orgel)
- Karel Ghesquiere (gitaar)
- Jan Timmermans (contrabas & zang).

Rond 1970 kwam daar nog zangeres Claire bij, met wie Terpsichoree hun eerste en enige single opnam: De man en de zee / Kikvorsman. Begin 1972 stond B-kant Kikvorsman op nummer tien in de Vlaamse top-10 van de BRT. Na een jaar verliet Claire de groep alweer. Ook Ghesquiere en Timmermans hielden het voor gezien. Adri Schots (percussie) en Herman Stee (gitaar, cello & zang) sloten aan in 1974.
In mei 1974 stelde het collectief Eindelijk (een cabaretesk muzikaal mozaïek) voor in Gent, een programma met de nadruk op cabaret, om het jaar daarop een speciale vermelding te krijgen op het Humorfestival in Heist. Twee nummers van Terpsichoree verschenen dan ook op de verzamelelpee 7 x Kleinkunst (Parsifal): De Nachttrein en Carmen. In april 1978 volgde nog een vernieuwd programma.
Na de dood van vocalist Paul Vandenabeele hield de groep op te bestaan.